# Wieża Blat Mogħża
Wieża Blat Mogħża (malt. Torri ta' Blat Mogħża, ang. Blat Mogħża Tower), znana też jako Wieża Ta' Capra (malt. Torri ta' Capra, ang. Ta' Capra Tower) – była to mała wieża strażnicza w Fomm ir-Riħ, w granicach Mġarr na Malcie. Była jedną z wież Lascarisa.
Wieża Blat Mogħża zbudowana została w czasie rządów Wielkiego Mistrza Juana de Lascaris-Castellar na miejscu średniowiecznego posterunku strażniczego. Jej wygląd był przypuszczalnie podobny do wyglądu wieży Lippija i wieży Għajn Tuffieħa, które zostały zbudowane w roku 1637. Mogła ona mieć wieżę Lippija oraz wieżę Nadur w swoim polu widzenia.
Wieża została zbudowana na krawędzi klifu, który zaczynał osiadać. Według słów inżyniera Zakonu Charles François de Mondiona, wieża była już zrujnowana po roku 1730. Nie została nigdy odbudowana.